# Sphaerotrochalus robustus
Sphaerotrochalus robustus är en skalbaggsart som beskrevs av Blanchard 1850. Sphaerotrochalus robustus ingår i släktet Sphaerotrochalus och familjen Melolonthidae. Inga underarter finns listade i Catalogue of Life.